# Антична культура в Північному Причорномор'ї
Антична культура в Північному Причорномор'ї — культура населення Північного Причорномор'я в античні часи та раннє середньовіччя.
До ареалу античної ойкумени входило й Північне Причорномор'я, де греками були засновані поліси, які згодом стали центрами значних територіальних державних утворень. Історію та культуру цих центрів вивчає антична археологія, оскільки археологічні джерела є основними у висвітленні проблем, пов'язаних із соціально-економічним, політичним і культурним розвитком грецького населення. Значну інформацію, необхідну для вивчення епохи античності, містять також епіграфічні й нумізматичні пам'ятки та писемні джерела, де згадуються окремі епізоди, пов'язані з подіями, що відбувалися у Північному Причорномор'ї. Кореляція цих категорій джерел з даними археології дає можливість реконструювати політичний та соціально-економічний розвиток античних центрів Півдня сучасної України, отримати важливу інформацію щодо побуту та релігійних уявлень грецького населення, його стосунків з негрецьким населенням регіону, а також зі світовими державами того часу. У Північному Причорномор'ї антична культура з'являється разом із прибулими сюди стародавніми греками.Згодом зазнала римського впливу, ще пізніше – візантійського. Існувала від другої половини 7 століття до нашої ери до першої чверті 6 століття нашої ери.
Антична культура у Північному Причорномор'ї характеризується наявністю письменності, лічби, розвитком філософії, держави та права, історії, музики, театру, драматургії, мистецтва, зокрема – архітектури, скульптури, живопису, розписного керамічного посуду, торевтики (художньої обробки металу), коропластики та інше.
Матеріальна культура представлена залишками міст – житлових кварталів, захисних споруд, храмів, вівтарів, некрополів, керамічної тари та посуду, розвиненими знаряддями праці для різноманітних ремесел: гончарного, будівельного, залізоробного, металообробного, ткацького, прядіння та інших. (Дивитись Античні автори, Античні держави Північного Причорномор'я, Античність)

## Етапи роз
Відповідно до поділу античної культури Середземномор'я в Античній культурі у Північному Причорномор'ї виділяють 5 етапів розвитку: 
- архаїчний — (друга половина 7 – перша чверть 5 століття до нашої ери);
- класичний – максимальний розвиток власне еллінських традицій (5- – 30-ті роки 4 ст. до нашої ери);
- елліністичний – формування греко-варварських традицій (тридцяті роки 4 – середина 1 століття до нашої ери);
- римський — (середина 1 століття до нашої ери – сімдесяті роки 4 століття нашої ери);
- пізньоантичний – проникнення візантійських традицій (до першої чверті 6 століття нашої ери).

## Храми

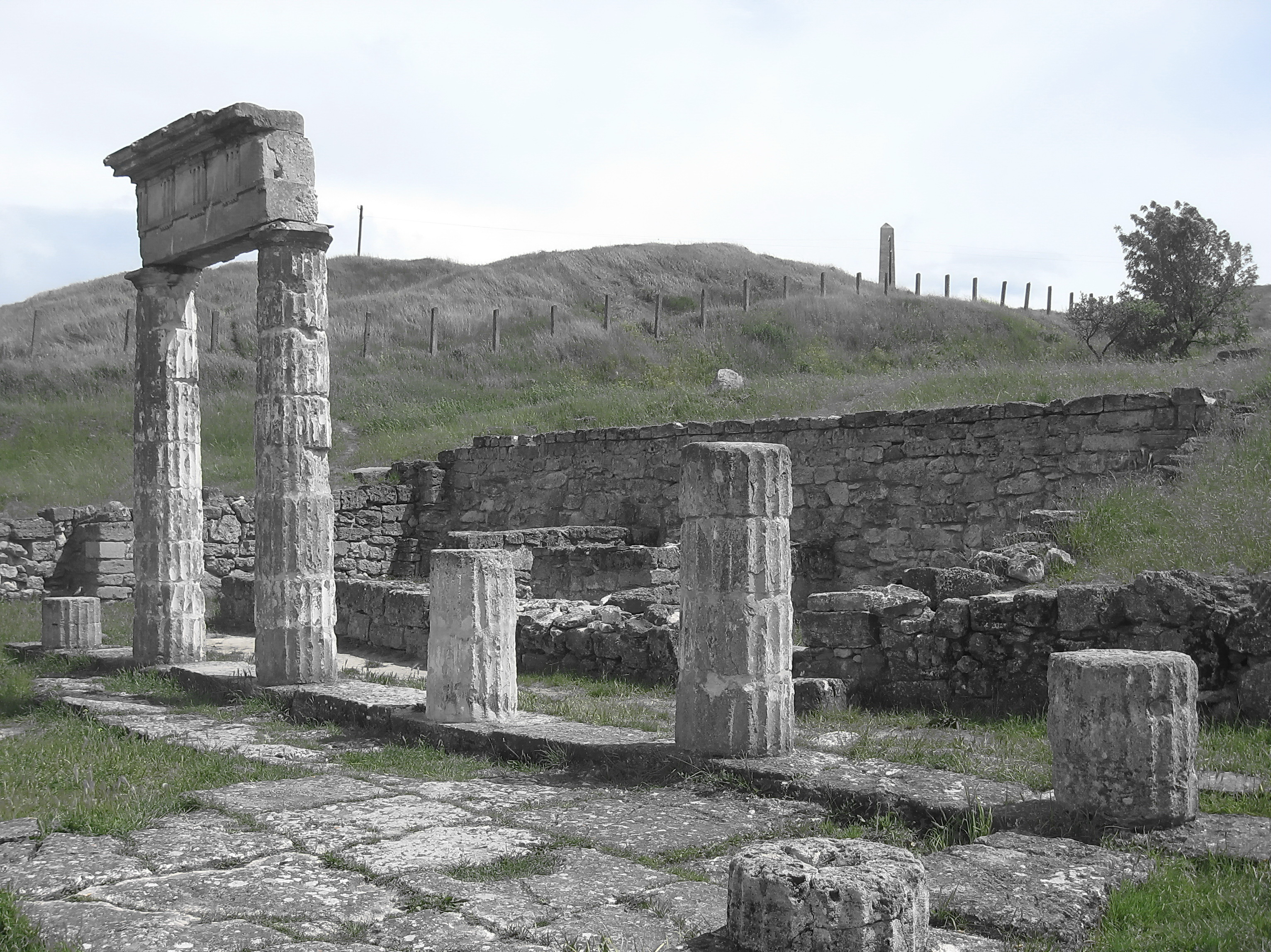
храм в Пантікапеї

У духовній сфері Антична культура у Північному Причорномор'ї характеризується багатобожжям.Характерною рисою релігійних вірувань Північного Причорномор’я був політеїзм – шанування багатьох божеств, які уособлювали різні явища й сили природи. До їхнього Пантеону входили Зевс, Афіна, Афродіта, Аполлон, Арес, Артеміда, Деметра, її дочка Персефона, Діоніс, Кібела та інші боги. З часом до релігійних культів античних міст-полісів проникають елементи релігійних вірувань місцевих племен. Про це, зокрема, повідомляє Геродот, який порівнює найшанованішого скіфського бога Папая із Зевсом, богиню Табіті – з Гестією, бога війни називає Ареєм.     
У V–IV ст. до Р. Х. набуває поширення будівництво культових споруд: храмів та вівтарів. В античних містах-державах та найвизначніших святилищах цього регіону існувало не менше як півтора - два десятки храмів. До наших днів дійшли залишки храму в Пантікапеї (друга половина V–IV ст. до Р. Х.) та Аполлона Дельфінія в Ольвії (V ст. до Р. Х.). Храм у Пантікапеї мав шість колон, довжина головного фасаду становила 20 м², площа – 800–1000 м. Храм, з двоскатним дахом з черепиці, був збудований на пагорбі (тепер – гора Мітрідат). Отож він височів над навколишньою місцевістю,від нього збереглись тільки основи стін. Сьогодні розкопано палац боспорських царів Спартакідів, поруч якого були храми Афродіти та Діоніса.     

## Міста
- У VI–V ст. до Р. Х. були засновані міста Ольвія в Бузькому лимані, Тіра у гирлі Дністра, Пантікапей (сучасний Керч), Тірітака, Керкінітіда, Німфей, Феодосія, Херсонес (сучасний Севастополь) та ін. Ольвія розташовувалась на правому березі Бузького лиману (Миколаївська обл.). Місто заснували в VI ст. до Р. Х. вихідці з Мілету. Чисельність жителів Ольвії складала в середньому 6–15 тис. осіб. Ольвія мала широкі торгові та культурні зв’язки з материковою Грецією. У місті процвітали ремесла металообробне, гончарне, прядильно-ткацьке, продукція яких збувалась у містах грецького світу, сусіднім скіфам, сарматам, фракійцям.

- Херсонес заснований у кінці V ст. до Р. Х. на морському мисі. Територія Херсонеської держави охоплювала площу в 360 га. Цю територію було поділено на ділянки із садибами. Тут греки вирощували пшеницю, жито, гречку, овочі, фрукти, але найбільше виноград. Херсонес мав складну систему оборонних споруд, до якої входили кам’яні мури, які  збереглись до наших днів, та 17 веж. На Русі Херсонес був відомий як Корсунь.

- Пантікапей заснували у першій половині VI ст. до Р. Х. вихідці з Мілета. Місто розташовувалось на горі, біля підніжжя якої знаходилася зручна морська бухта і нижнє місто. На вершині гори греки збудували акрополь, частина мурів якого збереглась до наших часів. Навколо акрополя було споруджено величні храми.  Деякий час місто було столицею Боспорського царства, до якого належали міста-поліси Фанагорії, Гермонасси, Тірітаки, Мірмекії, Кепи, Керкінітіди, Патрасії.Пізніше в цьому регіоні, внаслідок так званої внутрішньої колонізації, утворилися нові міста. Тобто причорноморські міста без участі материкової Греції заснували власні факторії. У III ст. до Р. Х. біля устя Дону з ініціативи боспорців утворився Танаіс, згодом – боспорські міста Патрасій, Китей, Синдська Гавань, Калос-Лимен у Західній Тавриді.

## Скульптура античних причорноморський міст
Скульптуру античних причорноморських міст можна поділити на два види: 
1. Твори високопрофесійної пластики, авторами якої були приїжджі майстри або їхні талановиті учні, вихідці з місцевих прошарків населення, котрі за своїм рівнем не були гіршими від приїжджих;
2. Твори самодіяльних скульпторів чи ремісників, котрим властиві особливі стильові прикмети, оригінальні ідейно-сюжетні вирішення пластичних образів. Окрему групу, мабуть нечисленну,привезені скульптури.

Будівельним матеріалом був місцевий камінь вапняк, не дуже пластичний, але гарний для скульптури. Райони причорноморських міст не мали мармуру чи інших кращих порід каменю. Готову скульптуру, а згодом мармур, довозили з Греції й островів Егейського моря. Привозили також чорнофігурні та червонофігурні вази, теракотові статуетки, бронзові вироби.
Найбагатші на твори пластики Ольвія, Пантікапей, Херсонес. Чимало пам’яток скульптури знайдено під час розкопок у містах Мірмекій, Тіра, Ніконій, Керкінітіда. Численні твори збереглись із класичного періоду мистецтва Греції. З цього погляду цікава двофігурна стела з Ольвії, виявлена 1895 р. (висота – 0,65 м, товщина блока – 0,12 м). Можна припустити, що в причорноморських містах, організованих на зразок міст центральної Греції, скульптори і суспільство були поінформованими щодо культурних досягнень митрополії. Згідно з історичними відомостями, у V ст. до Р. Х. Пантікапей відвідав особисто Перікл (близько 495–429 р. до Р. Х.) – видатний афінський державний діяч. У причорноморських містах численні пам’ятки елліністичної скульптури розташовувались на вулицях, у храмах та громадських спорудах. До них варто зарахувати мармуровий торс Діоніса (III ст. до Р. Х., зберігається в музеї м. Керч) та мармурову статую Афродіти із Пантікапею.

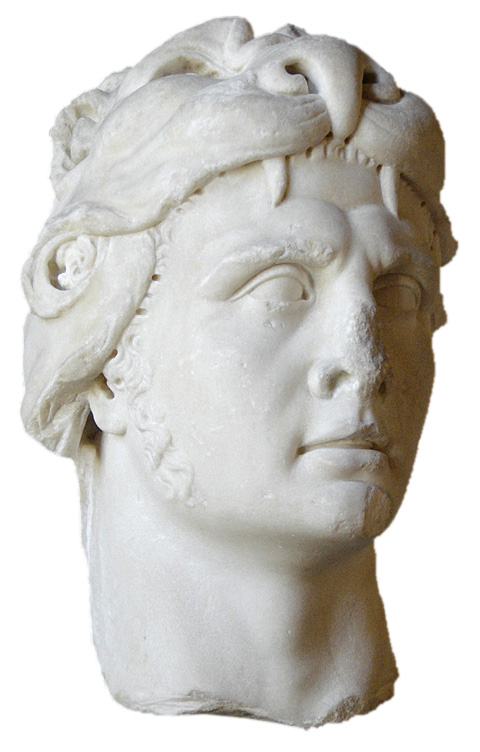
Мітридат VI Євпатор

Високий мистецький рівень характерний для портрета понтійського царя Мітридата VI Евпатора із Пантікапея II–І ст. до Р. Х. Стиль скульптури свідчить, що їхній автор походив із місцевих майстрів. Збереглося багато пам’яток надгробної, меморіальної скульптури – статуї, бюсти, плити із емблематикою та рельєфи. Деякі мармурові надгробки привезені, або виконані на місці. Більшість меморіальних надгробків – роботи місцевих скульпторів. Надгробки V–IV ст. до Р. Х. нагадують надгробну пластику класичної Греції. Вони суворі та лаконічні, обмежені невеликою кількістю прикрас. Від II–І ст. до Р. Х. збереглись вузькі високі плити з написами, рельєфними зображеннями та сценами із життя покійника – жалобні постаті, подружжя за трапезою тощо.

## Різьба
Велике поширення в Північному Причорномор’ї мала дерев’яна різьба. Різьба по дереву, водночас із іншими видами мистецтва, мала велике економічне значення. Об’єктами цього виду мистецтва були меблі, саркофаги, декоративні скриньки, шкатулки, знаряддя праці, дерев’яний посуд. На жаль, до нашого часу збереглися тільки поодинокі предмети. Паралельно розвивалася мініатюрна різьба на кістках. Переважно вона доповнювала дерев’яну різьбу предметів меблювання, туалету тощо. Зазвичай зображувалися мотиви птахів, грифонів. Як матеріал використовувалася кістка місцевих домашніх тварин і привізна слонова кістка.

## Виробництво предметів із бронзи, срібла та золота
У VI–V ст. до Р. Х. значного розвитку в Північному Причорномор’ї досягло виробництво предметів із бронзи, срібла, золота чи електра. Виробництво почалося з ювелірних прикрас, де згодом застосовуються мініатюрні зображення. Іноді зображення тварин вирішувалося у скіфському звіриному стилі, що засвідчує взаємовпливи антично-грецьких і степово-скіфських мистецьких естетичних смаків.

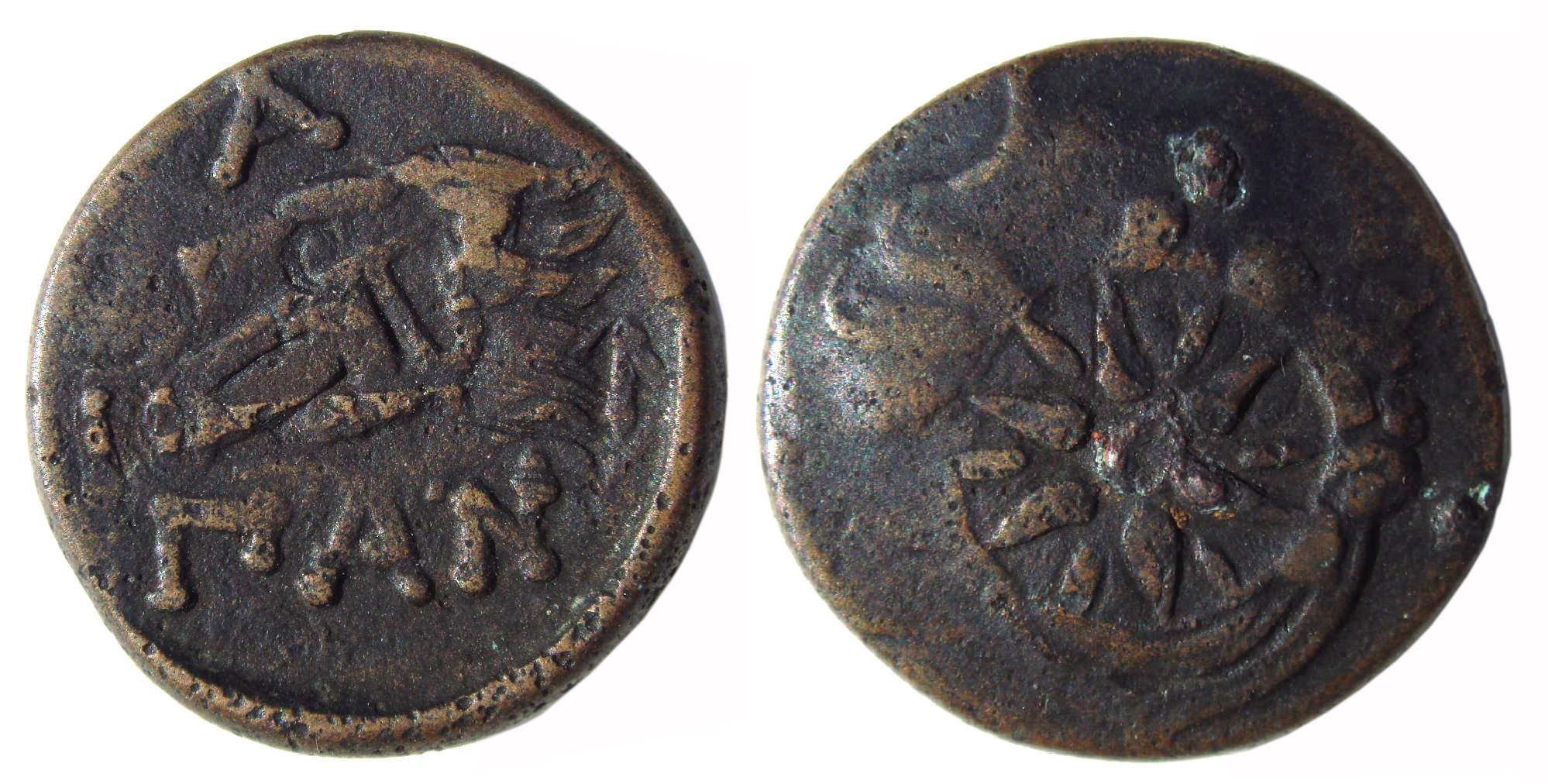
монета з Пантікапею

У причорноморських містах, зокрема Ольвії, Херсонесі, Пантікапеї, карбуються власні монети, що як художні твори часто досягають високого рівня. В боспорських майстернях виконуються численні предмети «скіфського золота». Ювеліри виготовляли шедеври: золоті діадеми, золоті намиста з підвісками, срібні браслети, які не мали аналогів серед народів Східної Європи. Авторами цих шедеврів світового мистецтва могли бути приїжджі греки, але здебільшого, особливо коли йдеться про рельєфні зображення побуту скіфів, – це, напевно, твори митців, вихідців із середовища автохтонних жителів, котрі могли зблизька спостерігати життя степових етносів.Очевидно, ці речі виконували на замовлення скіфської знаті.

## Освіта
Мешканці античних міст-держав Північного Причорномор’я зосереджували чималу увагу на вихованні та освіті. Упродовж усієї історії їхнього існування пріоритетною тут була еллінська мова і писемність з її різними діалектами. Населення Північного Причорномор’я надавало великого значення розвитку медичних знань. Безліч медичних інструментів з бронзи, срібла, кістки знайдено при розкопках міст і некрополів регіону. Використовували різні медичні інструменти з бронзи, срібла, кістки (пінцети, гачки, зонди, голки, ложечки та ін.). Лікарі вміли лікувати рани, опіки, різні хвороби, здійснювали хірургічні операції, лікували за допомогою сну, гіпнозу і грязі. Уже в період колонізації північно-причорноморські греки добре знали епос Гомера й архаїчну лірику. Однак про місцевих поетів залишилося дуже мало свідчень. Якщо аналізувати їхню літературну спадщину, то необхідно виділити віршовані епіграми, епітафії, а також ділову прозу. Почесно-вотивні епіграми висікалися на кам’яних стелах або на постаментах для статуй на честь того чи іншого божества або героя. Так, у перші століття нової ери ольвійські поети писали епіграми на честь своїх обожнених героїв, зокрема Ахілла. У Борисфені знайдено мармурову плиту (II ст. від Р. Х.) з восьмирядковим гімном на честь Ахілла.
Великого значення надавали фізичному вихованню. Займались різними видами спорту, такими як: біг, метання диску, списа, м’яча, плавання, кулачні бої, кінні змагання, стрільба з лука. Переможців змагань нагороджували амфорами. В Ольвії один з лучників пустив стрілу на 521,7 метрів, що свідчить про значні досягнення жителів античних міст-держав у спорті. 
Розвивалась наука: історія (Сіріск), філософія (Борисфеніт, Боспорський).

## Театр

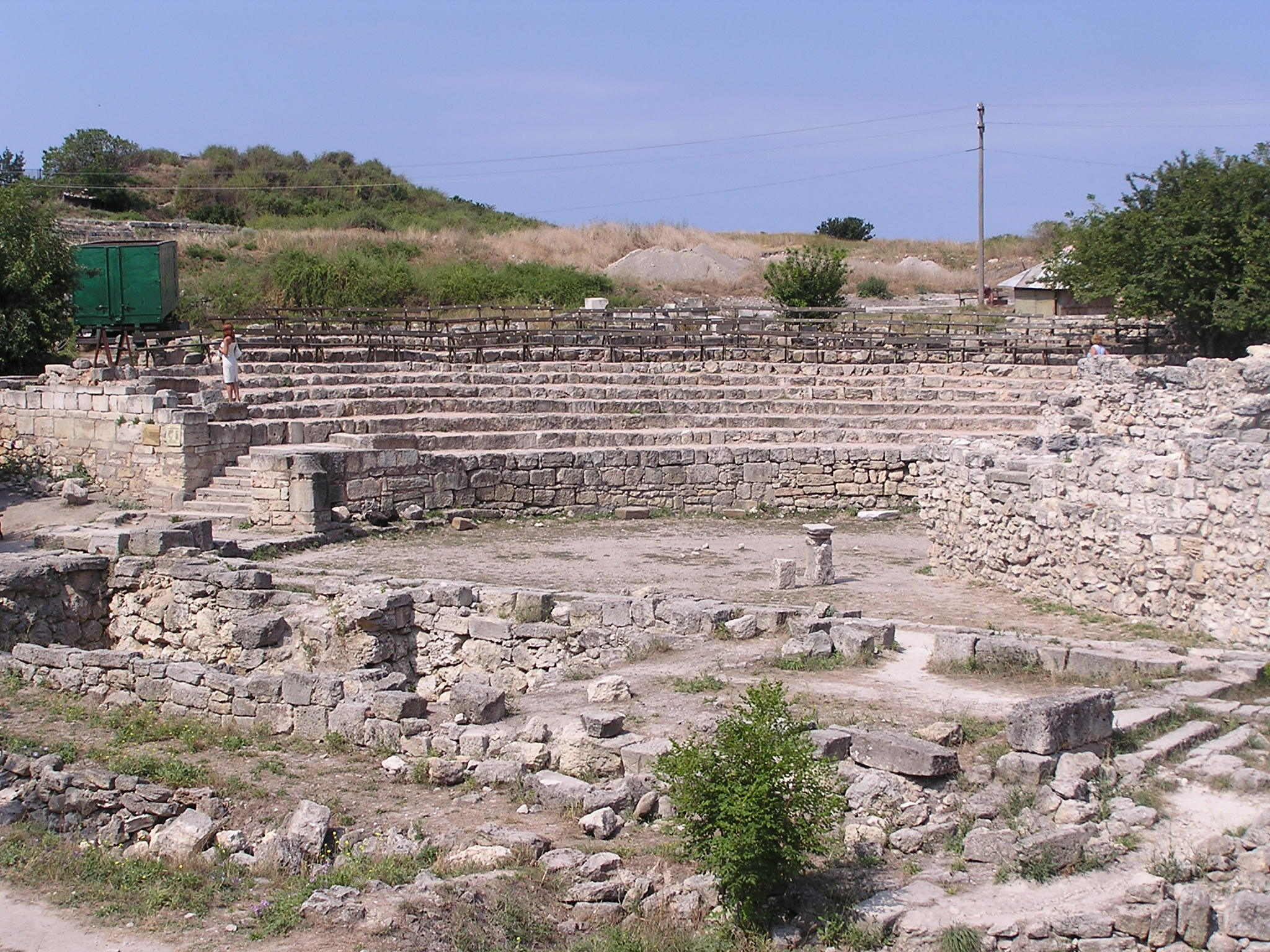
Античний театр Херсонеса

Визначну роль у повсякденному й святковому житті греків відігравав театр. Збереглися різноманітні свідчення про театри Ольвії, Херсонеса й Боспора, що підтверджують любов греків до театральних вистав – це численні статуетки акторів і керамічні зменшені моделі театральних масок. Театральні вистави в Ольвії ставилися вже в першій половині V ст. до Р. Х. Розкопано частково лише театр Херсонеса, який проіснував з  кінця ІІІ ст. до Р. Х. до VI ст. від Р. Х. Цей театр уміщував близько трьох тисяч глядачів. Напис перших століть, знайдений біля театру, свідчить про проведення в Херсонесі літературно-музичних змагань, до яких входили трагедія, комедія, сатирична драма.